# 港のヨーコ・ヨコハマ・ヨコスカ
「港のヨーコ・ヨコハマ・ヨコスカ」（みなとのヨーコ・ヨコハマ・ヨコスカ）は、1975年4月20日に東芝EMI（現：ユニバーサルミュージック）から発売されたダウン・タウン・ブギウギ・バンド4作目のシングル曲。発売当初は「カッコマン・ブギ」のB面曲だった。

## 港のヨーコ・ヨコハマ・ヨコスカ
オリコンチャートの週間順位で5週（1975年6月23日 - 7月21日付）に渡り1位を獲得。1975年のオリコン年間ヒットチャートでは第5位にランクインし、さらに大晦日の『第26回NHK紅白歌合戦』に初出場をした。同年開催の第17回日本レコード大賞では、企画賞を受賞している。
「カッコマン・ブギ」をA面にして発売されたが、これは前作「スモーキン・ブギ」がヒットしたことで、次のシングルもブギ物としたもの。発売前にB面の表題曲が有線チャートで急上昇し、累計売上はミリオンセラーに達した。
楽曲の大半がギターによるリフをバックに語られるセリフで構成された作品である。なお、テレビでのカラオケバトルではこの曲を選曲する事はできない。作詞は、当時既に本バンドのボーカルで作曲者でもある宇崎竜童の妻であった阿木燿子によるもので、阿木の作詞家としてのデビュー曲である。ある女性を捜している主人公の男性が、接点を持っていた人物達の証言を頼りに少しずつその女性へ迫っていく内容の歌詞で、登場するセリフは主に、その証言者たちの言葉である。横浜（ヨコハマ）と横須賀（ヨコスカ）がそのままタイトルに織り込まれた、神奈川県の「ご当地ソング」の1つであり、シングル・バージョンのアウトロには港での汽笛音など、効果音が挿入されている。
宇崎は阿木が書いた詞に感激し「コレこそ俺の唄うべき歌だ」と感じて作曲に取りかかったものの、冒頭の「一寸前なら憶えちゃいるが…」の部分を曲に乗せようとすると「スーダラ節」（植木等）と酷似したリズムしか発想できないことを心苦しく思っていた。その時聞き返していたアメリカのトーキング・ブルースがヒントになり、「すべての詞を語りにする」というアイデアが生まれた。
TBS系にて放送された2005年年末の特別番組『超豪華!! 歌謡史決定版ザ・ヒットメーカー 作詞家・阿久悠40周年記念特別企画』（2005年12月29日放送）において、阿久がゲストで出演した阿木を前に、本楽曲中に登場する「アンタ、あの娘（コ）のなんなのさ!」というセリフ（流行語にもなった）について「衝撃的だった」という旨を語った模様が放送された。
『青春歌年鑑 1975 BEST30』や『横浜幻想（ヨコハマ・ファンタジー）』といったコンピレーション・アルバムにも収録されている。

## 収録曲
- 全作曲：宇崎竜童 編曲：ダウン・タウン・ブギウギ・バンド

1. カッコマン・ブギ（2分27秒）
作詞：奥山恍伸
2. 港のヨーコ・ヨコハマ・ヨコスカ（4分36秒）
作詞：阿木燿子
アルバム収録時に評判を呼んだため、新たにシングル用に再録音したバージョン。

## CMでの使用

### 港のヨーコ・ヨコハマ・ヨコスカ
1997年に富士写真フイルム（現：富士フイルム）「写ルンです」のテレビCMで、「港のヨーコ・ヨコハマ・ヨコスカ」が使われた。稲垣吾郎が「髪の長いヨーコ」を探しに港のバーに来ると、バーテンから「髪の長い女、ここにはたくさんいるからな」と言われ、振り返ると名前が「ヨーコ」の有名人（秋野暢子、荻野目洋子、具志堅用高（ヨーコー））が出現するというもの。なお、今陽子、野際陽子、南野陽子、南田洋子、斎藤陽子なども出演者の候補に上ったという。
2010年春から放送されている明治製菓（現・明治）「きのこの山」のCMで、「港のヨーコ・ヨコハマ・ヨコスカ」が替え歌で使われている。サングラスをかけた「きの山さん」（きのこの山のキャラクター）が歌っているところに木下優樹菜が割り込むという設定になっている。このバージョンのきの山さんはバンダイのガシャポン（きのこの山 きの山さんつぶやきストラップ）で商品化された。
2023年春より放送のニデック（旧・日本電産）のCM「ニデックってなんなのさ？」篇で「港のヨーコ・ヨコハマ・ヨコスカ」が川口春奈による替え歌で使われている。

### カッコマン・ブギ
1984年、ライオンから発売された男性用ヘアケア＆ボディケア商品であった「TOPBOY」のテレビCMにて本曲が使われた。

## 港のヨーコ・ヨコハマ・ヨコスカの関連曲

### アンサーソング
「港のヨーコ・ヨコハマ・ヨコスカ」のヒット当時、数々のアンサーソングが作られた。
シングル盤「帰って来た港のヨーコ」
作詞・作曲・歌：エコノミック・アニマルズ（ビクター音楽産業）
1975年6月5日発売。「港のヨーコ・ヨコハマ・ヨコスカ」の後日譚。阿木と宇崎は製作に関わっておらず、内容が下記の「逃亡編」などと矛盾している。エコノミック・アニマルズというグループは"正体不明"というのがレコード会社の公式発言。パロディソングのため、"正体不明"の方が売れると踏んだ。グループ名はメンバーが商社マンや株屋さんなど、一般企業に勤めるサラリーマンだからとされたが、実際に制作を主導したのはホリプロの製作課長だった佐々木勉。売上は発売1ヵ月足らずで10万枚を越えた。
シングル盤「アンタ私の何んなのさ!? 港のヨーコ逃亡編」
作詞：阿木燿子 / 作曲：宇崎竜童 / 補作詞：山本正之、吉田健美 / 編曲：中村弘明 / 歌：港のヨーコを守る会一同
阿木燿子と宇崎竜童が製作に関わった。ヨーコ側から見た歌。
LP & カセットテープ「港のヨーコ全国版 アンタあの娘の何んなのさ!?」
作詞：阿木燿子 / 作曲：宇崎竜童 / 一部の曲の補作詞：山本正之、吉田健美 / 歌：港のヨーコを守る会一同（日本コロムビア）
「東北編」「名古屋編」「京都編」「大阪編」「広島編」「鹿児島編」「捜索編」「有名人編その1」「映画解説編」「伴奏編（アナタもあなたのヨーコを歌って下さい）」「有名人編その2」「逃亡編（アンタ私の何んなのさ!）」の全12曲を含むアルバム。地名の付く曲は全てその地の方言で歌われ、当時の文献に「こんなに各地の港町を歌いこんだ歌は、森進一の『港町ブルース』以来では」と書かれている。その他、「映画解説編」は淀川長治のパロディ、「有名人編」の二つはそれぞれ、加藤茶と渥美清のパロディ。上記「帰って来た港のヨーコ」の歌：エコノミック・アニマルズは正体不明との公表に対して、「港のヨーコを守る会一同」は素性が公表されており、制作したのは、フジパシフィック音楽出版の社員・及川伸一。及川はダウン・タウン・ブギウギ・バンドの原盤製作の際のアシスタント・プロデューサー。ダウン・タウン・ブギウギ・バンドが全く売れない時から付き合ってきた、いわばダウン・タウン・ブギウギ・バンド育ての親の一人。「港のヨーコ・ヨコハマ・ヨコスカ」を初めて聴いた時から、制作を思いつき、笑福亭鶴光の「うぐいすだにミュージックホール」の作詞家・山本正之など、友人をかき集めてアルバムを制作した。及川本人も「広島編」で菅原文太ばりのドスの効いた広島弁で歌う他、「映画解説編」では淀川長治を演じる。「逃亡編（アンタ私の何んなのさ!）」でヨーコを演じるのは俳協の女優・花悠子である。

### カバー・バージョン
- 1975年、笑福亭鶴光が企画LP「鶴光のかやくごはん」でカバーした[注釈 1]。
- 1993年、SHIHOがカバーし、シングルのカップリング曲に収録。
- 2002年、宇崎竜童が21世紀バージョンとしてセルフカバーした。『SAD & BLUE』に収録。 都はるみと小林幸子がコーラスとして参加している。
- 2002年、横浜銀蝿がカバー・シングルを出した。
- 2003年、TAK MATSUMOTOが企画アルバム「THE HIT PARADE」でカバーし、同アルバム参加のアーティストたちがコーラスをつとめた。なお、自身の所属するロックユニットB'zでも、無観客配信ライブで披露した。
- 2010年、ドラマCD『METAL GEAR SOLID PEACE WALKER 平和と和平のブルース』で登場人物であるカズヒラ・ミラーを演じた杉田智和がカバー。
- 2024年、嘉門タツオが日本万国博覧会の思い出や2025年日本国際博覧会の話題、大阪の特色・食べ物などを歌詞に盛り込んだ替え歌「大阪・関西万博エキスポ～港のヨーコ・ヨコハマ・ヨコスカ～」を音楽配信で発表した[12][13]。

## カッコマン・ブギのカバー・バージョン
- 2002年、PUFFYがアルバム「THE HIT PARADE」でカバーした。

## 映画「港のヨーコ・ヨコハマ・ヨコスカ」
1975年9月20日公開の松竹映画。横浜・横須賀を渡り歩く姉・ヨーコに母の死を告げるべく捜し廻る妹を描く。

### スタッフ
- 監督	山根成之
- 脚本	山根成之 / 南部英夫
- 原案	阿木燿子
- 製作	樋口清
- 撮影	竹村博
- 美術	重田重盛
- 音楽	宇崎竜童
- 録音	平松時夫
- 照明	飯島博
- 編集	富宅理一
- 助監督	佐光曠
- スチール	赤井博且

### キャスト
- 中条さとみ	早乙女愛
- 早瀬由香	松坂慶子
- 久保木紀子	多岐川裕美
- 橋爪マリ	原田美枝子
- 高野明	地井武男
- 井上吾郎	谷隼人
- 松永誠一	森次晃嗣
- 椿周造	穂積隆信
- 吉岡千吉	山本豊三
- 日置	小田草之助
- 相羽勉	橋本功
- 寺内晴美	キャシー中島
- ダウン・タウン・ブギウギ・バンド	宇崎竜童
- ダウン・タウン・ブギウギ・バンド	和田静男
- ダウン・タウン・ブギウギ・バンド	新井武士
- ダウン・タウン・ブギウギ・バンド	相原誠

### 製作
撮影は鹿児島の高校二年在学中だった早乙女愛の夏休みに合わせ、1975年7月下旬から8月いっぱいまで行われた。早乙女はその間、松竹大船撮影所近くの松竹の社宅に住んだ。撮影終了後の9月1日に鹿児島に帰り、その後は冬休みまで上京しなかった。

### 同時上映
- 『童貞』